# 20361 Romanishin
20361 Romanishin è un asteroide della fascia principale. Scoperto nel 1998, presenta un'orbita caratterizzata da un semiasse maggiore pari a 2,6494098 UA e da un'eccentricità di 0,1578332, inclinata di 14,33979° rispetto all'eclittica.